# 阿韦尔姆
阿韦尔姆（法語：Avermes，法語發音：[avɛʁm]）是法国阿列省的一个市镇，位于该省中部略偏东，穆蘭市区北侧，阿列河右岸，属于穆兰区。阿韦尔姆是穆兰城市公共社区的组成部分，穆兰市区多条公交线路经过其境内。

## 地理
阿韦尔姆（46°35'16"N, 3°18'26"E）面积15.6 平方千米，位于法国奥弗涅-罗讷-阿尔卑斯大区阿列省，该省份为法国中部省份，北起涅夫勒省、西北接谢尔省，西南至克勒兹省，南至多姆山省，东南临卢瓦尔省，东临索恩-卢瓦尔省。
与阿韦尔姆接壤的市镇（或旧市镇、城区）包括：热讷蒂讷、蒙蒂伊、穆兰、讷维、特雷沃勒、伊泽尔。

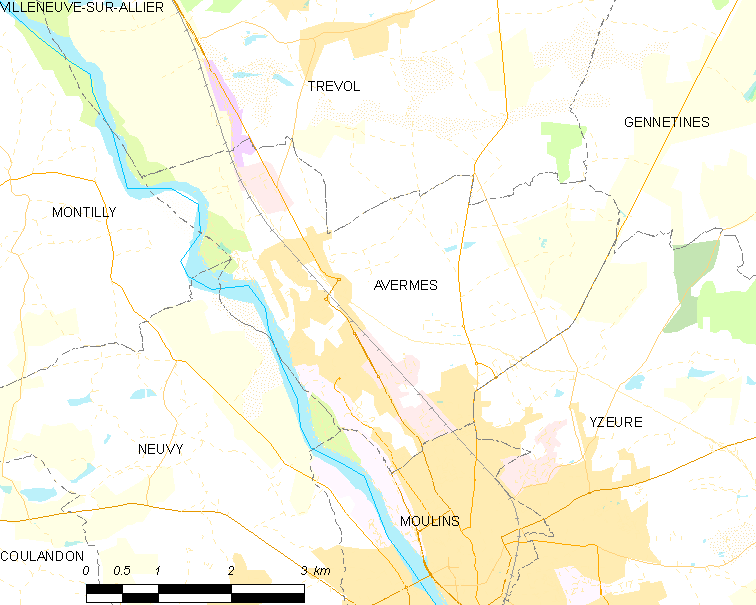
阿韦尔姆的OSM定位图

阿韦尔姆的时区为UTC+01:00、UTC+02:00（夏令时）。

## 行政
阿韦尔姆的邮政编码为03000，INSEE市镇编码为03013。

## 政治
阿韦尔姆所属的省级选区为穆兰第一县。

## 人口

1962-2008年间阿韦尔姆人口变化图示

阿韦尔姆于2022年1月1日时的人口数量为4109人。